# Comsa (Unternehmen)

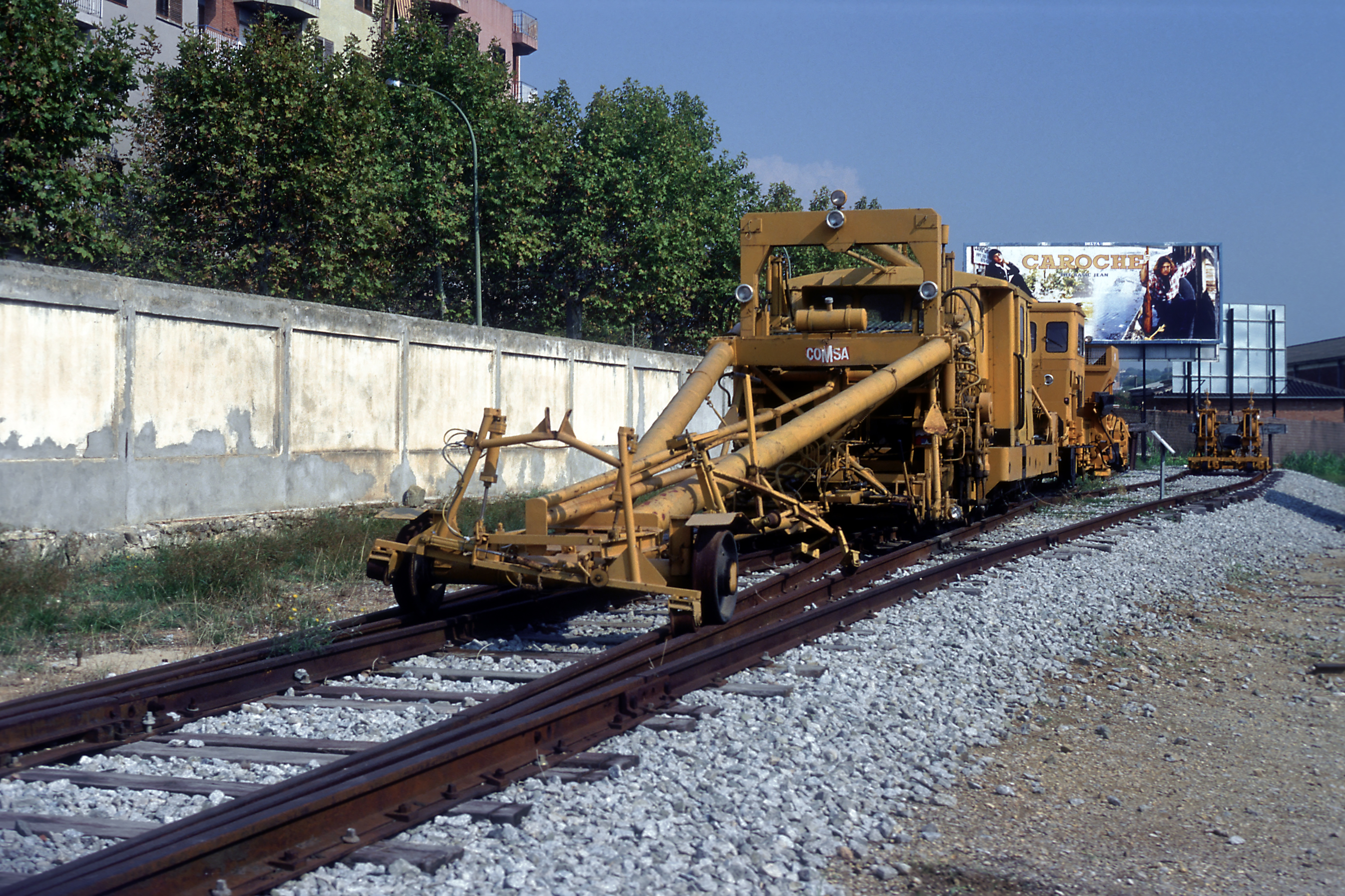
Stopfmaschine von Comsa.

Die COMSA Corporación ist eine spanische Unternehmensgruppe, die hauptsächlich als Bauunternehmen tätig ist. Mehr als 5000 Mitarbeiter erwirtschaften einen Umsatz von jährlich 777 Millionen Euro. Neben dem Kerngeschäft Eisenbahnbau (knapp 500 Millionen Euro jährlicher Umsatz) hat Comsa auch die Geschäftsfelder Comsa Industrial, Comsa Service, Comsa Concesiones und Comsa Renovables.

## Geschichte
Comsa wurde 1891 in Reus gegründet. In den 2000er Jahren wurde das Unternehmen Estudios, Montajes y Tendidos Eléctricos (Emte) integriert.
Das Eisenbahnunternehmen COMSA Rail Transport gehört mittlerweile mehrheitlich der SNCF und heißt jetzt Captrain España.

## Standorte
Comsa hat ihren Sitz in Barcelona und in Madrid. Es gibt Tochterunternehmen von Comsa in Spanien, Brasilien, Kolumbien, Kroatien, Dänemark, Mexico, Peru, Schweden, Uruguay, Polen und anderen Ländern.